# Rue89
Rue89 es una publicación digital francesa creada por antiguos periodistas del periódico  Libération el 6 de mayo de 2007, día de la segunda vuelta de las elecciones presidenciales francesas, y centrado principalmente en la información «a tres voces» contando con contribuciones de periodistas, expertos e internautas.
Según el jefe de redacción Pascal Riché se eligió el nombre Rue89 ya que la calle es un lugar de encuentro y debate, y 89 es una cifra cargada de valor simbólico: la libertad y la caída del muro de Berlín.
A partir del 14 de mayo de 2007, experimentó un incremento de afluencia en su sitio al anunciar la abstención de Cécilia Sarkozy en la segunda vuelta de las elecciones presidenciales y la supresión de los últimos minutos de un artículo sobre el tema en el periódico Le Journal du dimanche. Este asunto reactivó la polémica sobre posibles presiones, censuras o autocensuras cuyas víctimas serían los equipos de redacción, al pertenecer Le Journal du dimanche a Arnaud Lagardère, persona próxima a Nicolas Sarkozy. Rue89 también reveló en septiembre de 2007 que el colaborador de ABC News y The Nacional Interest, Alexis Debat, había falsificado varias conversaciones de personalidades como Alan Greenspan, Bill Clinton, Michael Bloomberg, Bill Gates o Kofi Annan.
En febrero de 2008, Michel Lévy-Provençal, uno de los fundadores decide dejar la publicación, creando una polémica con respecto a la evolución del periodismo participativo y, el 27 de junio del mismo año, el periódico anuncia in situ un levantamiento de fondos de 1,1 millón de euros, precisando que sus fundadores siguen siendo accionistas mayoritarios al 51,3 %.

## Fundadores
- Pierre Haski, presidente de la sociedad Rue89 y director de la publicación.
- Laurent Mauriac, director general.
- Pascal Riché, jefe de redacción.
- Arnaud Aubron, webmaster y editor.
- Michel Lévy-Provençal